# Marcelo Nascimento da Costa
Marcelo Nascimento da Costa (bulharsky Марсело Насименто да Коща; * 24. srpna 1984, Manacapuru, Brazílie) známý také pouze jako Marcelinho je brazilsko-bulharský fotbalový záložník, který od roku 2011 hraje v klubu Ludogorec Razgrad.
Reprezentoval Brazílii v mládežnické kategorii U20, na seniorské úrovni reprezentuje Bulharsko.

## Klubová kariéra
- São Paulo FC (mládež)
- FC Cascavel 2005
- Associação Esportiva Santacruzense 2006
- Associação Desportiva São Caetano 2007
- Grêmio Catanduvense de Futebol 2008
- Al-Nasr Sports Club 2008–2009
- Mogi Mirim Esporte Clube 2010
- Clube Atlético Bragantino 2010–2011
- Ludogorec Razgrad 2015–[1]

## Reprezentační kariéra

### Brazílie
V brazilské reprezentaci do 20 let nastupoval v letech 2002–2003.

### Bulharsko
V lednu 2013 obdržel bulharský pas a mohl reprezentovat Bulharsko.
V A-mužstvu Bulharska debutoval 25. 3. 2016 v přátelském utkání v Leirii proti reprezentaci Portugalska (výhra 1:0).